# Magnus Petri Wamalius
Magnus Petri Wamalius, född 1599, död 28 juli 1670 i Sunds församling, Östergötlands län, var en svensk präst.

## Biografi
Magnus Wamalius föddes 1599. Han blev 1621 student vid Uppsala universitet och prästvigdes 5 februari 1629. Han blev 1642 komminister i Vårdsbergs församling och 1648 blev han kyrkoherde i Näsby församling. Den 28 juni 1658 blev han kyrkoherde i Sunds församling. Wamalius avled 1670 i Sunds församling.

## Familj
Wamalius var gift med Anna Månsdotter (död 1689). De fick tillsammans barnen bonden Daniel Wamalius i Oppeby församling, Elisabet Wamalius som var gift med komministern Sveno Laurentii Hjort i Lönsås församling och en dotter som var gift med fältväbeln Nils Sigfridsson.